# Municipio de Pleasantdale
El municipio de Pleasantdale (en inglés: Pleasantdale Township) es un municipio ubicado en el condado de Rush en el estado estadounidense de Kansas. En el año 2010 tenía una población de 31 habitantes y una densidad poblacional de 0,25 personas por km².

## Geografía
El municipio de Pleasantdale se encuentra ubicado en las coordenadas 38°38′19″N 99°5′17″O / 38.63861, -99.08806. Según la Oficina del Censo de los Estados Unidos, el municipio tiene una superficie total de 123.94 km², de la cual 123,85 km² corresponden a tierra firme y (0,07 %) 0,08 km² es agua.

## Demografía
Según el censo de 2010, había 31 personas residiendo en el municipio de Pleasantdale. La densidad de población era de 0,25 hab./km². De los 31 habitantes, el municipio de Pleasantdale estaba compuesto por el 100 % blancos. Del total de la población el 0 % eran hispanos o latinos de cualquier raza.